# Jørn Nissen
Jørn C. Nissen (født 27. februar 1949) er en dansk politiker, der fra 2010 til 2013 var borgmester i Samsø Kommune, valgt for Konservative.
Nissen har tidligere arbejdet som driftsleder inden for landbruget.
Han blev medlem af kommunalbestyrelsen i 1997 og blev borgmester efter kommunalvalget 2009 som følge af en konstituering med Socialdemokraterne, Socialistisk Folkeparti og Fælleslisten. Efter kommunalvalget 2013 blev socialdemokraten Marcel Meijer ny borgmester med støtte fra Venstre.